# Timortrog
De Timortrog is een 3300 m diepe diepzeekloof in het uiterste noordoosten van de Indische Oceaan: de Timorzee.
Zij bevindt zich tussen Timor in het noorden, de Tanimbar-eilanden in het noordoosten, de Arafurazee in het oosten, de eigenlijke Timorzee in het zuiden en het Roti-eiland in het westen.

Tektonische platen ten opzichte van de huidige continenten

De Timortrog is ontstaan door platentektoniek: het is een deel van het subductiegebied tussen de Euraziatische plaat en de Australische plaat waarbij deze laatste onder de eerste schuift.